# Friedrichsthal (Schwerin)
Friedrichsthal is een plaats in de Duitse gemeente Schwerin, deelstaat Mecklenburg-Voor-Pommeren, en telt 3692 inwoners (2007).